# K (álbum)
K es el primer disco de la banda británica de rock psicodélico Kula Shaker, lanzado el 16 de septiembre de 1996. Cuando salió, se convirtió en el disco debut más rápidamente vendido en Gran Bretaña desde el álbum homónimo de Elastica. El disco alcanzó el primer puesto en las listas de Reino Unido, sin embargo, en Estados Unidos se quedó estancado en la posición 200 de la lista de Billboard.

## Portada
La portada, diseñada por el dibujante de cómic Dave Gibbons, consiste en imágenes relacionadas con la letra K, entre ellas, las de John Kennedy, Lord Kitchener, Karl Marx, Gene Kelly, Katharine Hepburn, Ken Dodd, Kareem Abdul-Jabbar, Krishna, King Kong, 2 knights (dos caballeros), a kettle (una tetera), Kali, Guillermo II de Alemania (Káiser) y el libro de Rudyard Kipling, Kim.

## Listado de canciones
1. "Hey Dude" – 4:10
2. "Knight on the Town" –3:25
3. "Temple of Everlasting Light"–2:33
4. "Govinda"–4:57
5. "Smart Dogs" –3:16
6. "Magic Theatre"–2:38
7. "Into The Deep"–3:49
8. "Sleeping Jiva"–2:02
9. "Tattva"–3:46
10. "Grateful When You're Dead/Jerry Was There"-5:42
11. "303"-3:08
12. "Start All Over"-2:35
13. "Hollow Man Parts 1 & 2"-6:10 (más una pista oculta de 0:12 tras 13:04 de silencio)

El tema «Grateful When You're Dead/Jeey Was There» es un homenaje a Jerry García y su banda Grateful Dead. El estilo de rock psicodélico de Grateful Dead es una influencia evidente en los dos primeros discos de Kula Shaker. El tema oculto después de «Hollow Man» es una grabación de A. C. Bhaktivedanta Swami Prabhupada, el fundador de la Sociedad Internacional para la Conciencia de Krishna, hablando sobre su propio gurú.

## Recepción
En 1998 K alcanzó el puesto 44 en la lista de los 100 discos más grandes de todos los tiempos de la revista Q.